# Piranhas, Goiás
Piranhas  este un oraș în Goiás (GO), Brazilia.